# Parco delle Montagne Rocciose Canadesi
Il parco delle Montagne Rocciose canadesi è un sito riconosciuto dall'UNESCO come patrimonio dell'umanità situato nelle Montagne Rocciose Canadesi. È composto di quattro parchi nazionali:
- Parco nazionale Banff
- Parco nazionale Jasper
- Parco nazionale Kootenay
- Parco nazionale Yoho

e tre parchi provinciali della Columbia Britannica:
- Hamber
- Mount Assiniboine
- Mount Robson

In questi parchi si trovano montagne, ghiacciai e fonti termali, oltre alle sorgenti di numerosi grandi fiumi del  Canada, tra i quali:
- Saskatchewan
- Athabasca
- Columbia
- Fraser

L'area è conosciuta per la sua bellezza naturalistica e per la biodiversità. All'interno della regione si trova la cosiddetta argillite di Burgess, che venne inclusa nell'elenco dei patrimoni dell'umanità dell'UNESCO fra il 1980 e il 1990, quando il sito venne poi incorporato all'interno del parco delle Montagne Rocciose canadesi, a sua volta patrimonio dell'umanità.